# Thạnh Phú, Vĩnh Cửu
Thạnh Phú là một xã trung tâm thuộc huyện Vĩnh Cửu, tỉnh Đồng Nai, Việt Nam. Dự kiến cuối năm 2025, xã sẽ trở thành phường Tân Triều có vị thế quan trọng về du lịch và công nghiệp của tỉnh, của ngõ của TPHCM.  

## Địa lý
Xã Thạnh Phú có vị trí địa lý:
- Phía đông giáp xã Thiện Tân
- Phía tây giáp xã Bình Lợi và xã Tân Bình
- Phía nam giáp thành phố Biên Hoà
- Phía bắc giáp xã Bình Lợi và tỉnh Bình Dương.

Xã Thạnh Phú có diện tích 14,09 km², dân số năm 2021 là 41.456 người, mật độ dân số đạt 3.500 người/km².

## Hành chính
Xã Thạnh Phú được chia thành 7 ấp: 1, 2, 3, 4, 5, 6, 7, với 97 tổ.
Trong đó: 
- Ấp 2 được xem là trung tâm với ủy ban, chợ, trụ sở công an, trường học, trạm y tế, nhà văn hóa thể thao xã, khu vui chơi...và khu đô thị Thạnh Phú cũng bao gồm hết Ấp này.
- Ấp 1 có diện tích khá lớn, và nơi có KCN Thạnh Phú của huyện tọa lạc. 
- Ấp 4 có khu đô thị Lavender City thu hút dân Thành phố. 
- Ấp 1 và Ấp 5 hiện tại dân cư khá đông khó kiểm soát do sự phát triển của khu công nghiệp.
- Ấp 3, Ấp 6 và Ấp 7 dân cư còn thưa thớt, diện tích nông nghiệp nhiều.
- Hiện tại mỗi xã đã có nhà văn hóa, đời sống nhân dân dần cải thiện...

## Kinh tế
- Dịch vụ: Xã có tỉ lệ ngành dịch vụ chiếm hơn 50%. Hiện tại xã Thạnh Phú là đơn vị có số đại lý doanh nghiệp bán lẻ lớn nhất huyện với hơn 400 hộ kinh doanh; 2 chợ: chợ Thạnh Phú (Ấp 2), chợ tạm Changshin (Ấp 1); 2 TTTM: Thạnh Phú, Thiên Nhiên; 3 cửa hàng Bách hoá xanh.
- Xã có hành lang kinh doanh nhằm thúc đẩy sự phát triển kinh tế vượt bậc. Tuyến đường Tổ 9 Ấp 2 và đoạn Hương Lộ 15 (từ đầu tuyến đến ngã 3 Tân Huệ) được xem là 2 tuyến đường thương mại sầm uất của xã Thạnh Phú. Các dịch vụ ăn uống mua sắm luôn đông đúc, nhộn nhịp và thu hút không chỉ dân địa phương mà còn các địa phương lân cận.
- Công nghiệp: Xã có KCN Thạnh Phú hiện hữu và đóng vai trò là khu kinh tế phía Nam của huyện. Một số công ty tiêu biểu: Công ty giày da Changshin (trụ sở chính, KCN Thạnh Phú, Ấp 1); Công ty Dona Quế Bằng (Ấp 5) …
- Nông nghiệp: Một số nơi có diện tích nông nghiệp, trồng lúa (Ấp 3), trồng bưởi (Ấp 6, Ấp 7) …

## Xã hội
Xã có các trung tâm sinh hoạt văn hóa chung cho cộng đồng (tiệc cưới, hội họp, tập huấn, hội thảo,...):
- Trung tâm văn hoá thể dục thể thao xã Thạnh Phú tọa lạc tại ĐT.768, ấp 2
- Sân bóng đá xã Thạnh Phú: ĐT.768, tổ 8, ấp 2
- Khu vui chơi xã Thạnh Phú: Đường Hương lộ 15, tổ 7, ấp 2
- Nhà văn hoá Ấp 1: cuối đường tổ 7-11 (gần Trại heo)
- Nhà văn hoá Ấp 2: Đường Hương lộ 15 (gần ngã 3 Tân Huệ), tổ 7
- Nhà văn hoá Ấp 3: Đường Xóm Miễu, tổ 6
- Nhà văn hoá Ấp 4: KDC Lavender City (khu Khải Phàm), tổ 9
- Nhà văn hoá Ấp 5: Đường Đèn Vàng, tổ 9
- Nhà văn hoá Ấp 6: Đường Hương lộ 15, tổ 7
- Nhà văn hoá Ấp 7: Đường Hương lộ 6, tổ 7.

## Giáo dục
Xã có số lượng trường học tương đối nhiều do dân cư ngày càng đông đúc.
Các trường công lập:
- Trường Mầm non Thạnh Phú: Đường Lò Thổi, tổ 2, ấp 2
- Trường Mầm non Hoạ Mi: Đường tỉnh 768, tổ 12, ấp 1
- Trường Tiểu học Thạnh Phú: Đường Trường Tiểu học, tổ 1, ấp 2
- Trường Tiểu học Chu Văn An: Đường Đèn Vàng, tổ 8, ấp 5
- Trường Tiểu học Tân Phú (cơ sở 1): Đường Liên Tổ 7–11, ấp 1
- Trường Tiểu học Trường Sa (cơ sở 1): KDC Miền Đông, tổ 8, ấp 5
- Trường Tiểu học Tân Phú (cơ sở 2): Đường Hương lộ 15, tổ 3, ấp 6
- Trường THCS Thạnh Phú: Đường Hương lộ 15, tổ 8, ấp 2
- Trường THPT Vĩnh Cửu: Đường tỉnh 768, tổ 14, ấp 1
- Trung tâm Giáo dục thường xuyên huyện Vĩnh Cửu - cơ sở 2: Đường tỉnh 768, tổ 8, ấp 1
- Các trường tư thục: trường mầm non Sao Mai, Thủy Tiên …
- Địa phương có trường THCS Thạnh Phú là trường điểm của huyện có số lượng học sinh đậu vào trường THPT chuyên Lương Thế Vinh hàng đầu của tỉnh. Ngoài ra, nhiều học sinh cũng đậu được nhiều trường danh tiếng của Biên Hòa như: THPT Ngô Quyền, Trấn Biên,...

Các trung tâm ngoại ngữ, tin học trên địa bàn xã:
- Trung tâm ngoại ngữ Thạnh Phú (cơ sở 1): Đường tỉnh 768, tổ 9, ấp 4
- Trung tâm ngoại ngữ Thạnh Phú (cơ sở 2): Dương Hương lộ 15, tổ 1, ấp 6
- Trung tâm ngoại ngữ tin học Trí Tuệ Việt: Đường tỉnh 768, tổ 13, ấp 2
- Trung tâm ngoại ngữ Quốc tế ABC (chi nhánh Thạnh Phú): Đường tỉnh 768, tổ 13, ấp 2
- Trung tâm tin học Phước Tân: Đường Hương lộ 15, tổ 3, ấp 5
- Trung tâm ngoại ngữ tin học Kim Em: Đường Hương lộ 15, tổ 3, ấp 5
- Trung tâm ngoại ngữ Tân Âu: Đường tỉnh 768, tổ 5, ấp 5.

## Y tế
Địa phương có 1 trung tâm y tế và 1 bệnh viện cùng nhiều phòng khám tư nhân và hơn 50 cửa hàng Hiệu thuốc:
- Trung tâm Y tế xã: Đường Hương lộ 15, tổ 12, ấp 2
- Bệnh viện đa khoa Huyện Vĩnh Cửu (cơ sở 2): Đường tỉnh 768, tổ 8, ấp 5
- Phòng Khám Đa Khoa Tín Đức: Đường tỉnh 768, tổ 13, ấp 2
- Phòng khám đa khoa Ái Nghĩa: Đường tỉnh 768, tổ 13, ấp 2
- Phòng khám đa khoa Thiện Nhân: Đường tỉnh 768, tổ 2, ấp 1
- Hiệu thuốc Minh Hiếu: Đường tỉnh 768, tổ 2, ấp 1
- Hiệu thuốc Thiên Minh Phúc: Đường tỉnh 768, tổ 9, ấp 2
- Hiệu thuốc 306B (cô Nga): Đường tỉnh 768, tổ 1, ấp 3
- Hiệu thuốc Hoàng Chương: Đường tỉnh 768, tổ 1, ấp 4
- Hiệu thuốc Bích Châu: Chợ Thạnh Phú, tổ 9, ấp 2
- Hiệu thuốc Kim Dung: Đường Hương lộ 15, tổ 12, ấp 2.

## Giao thông
Toàn xã có một số tuyến đường chính đi qua như: Tỉnh Lộ 768, Hương Lộ 15, Hương Lộ 6 (đường Tân Hiền), đường Đồng Khởi, đường Trục 16,...
Toàn xã có một số tuyến đường chính và mạch huyết của tỉnh, huyện đi qua như:
1. Tỉnh Lộ 768 (đi qua Ấp 1, 2, 3, 4, 5) là tuyến đường đã có từ lâu và đi xuyên qua xã. Đây là con đường mạch huyết nối xã với một đầu đi Bửu Long (Biên Hòa) và một đầu đi lên trung tâm hành chính của huyện.
2. Hương Lộ 15 (đi qua Ấp 2, Ấp 6) đây là tuyến đường do huyện quản lí. Đây là tuyến đường quan trọng của huyện và kết nối với xã Bình Lợi hay xa hơn là Thành phố Tân Uyên (Bình Dương). Tuyến đường (đoạn Ấp 2) được xem là trung tâm của xã Thạnh Phú vì là nơi đặt các trụ sở quan trọng như Trạm Y tế, Trường học, Chợ.
3. Hương Lộ 6 (đường Tân Hiền cũ): đi qua Ấp 2 và Ấp 7, bắt đầu từ nút giao với Hương Lộ 15 (ngã 3 Tân Huệ), đi qua vùng nông nghiệp của xã và điểm cuối tại Bến đò Bà Miêu (sông Đồng Nai). Là tuyến đường nối trung tâm xã đi vào khu vực ấp 7 và kết nối với xã Thiện Tân và huyện Bắc Tân Uyên (Bình Dương).
4. Đường Đồng Khởi: Đi qua Ấp 1 đây được xem là trục đường chính nối xã Thạnh Phú với Biên Hòa. Tuyến đường khá dài và rộng có vai trò to lớn thúc đẩy kinh tế của vùng ven thành phố.
5. Đường Trục 16 (Ấp 1): đây là tuyến đường được quy hoạch trong khu công nghiệp Thạnh Phú. Tuyến đường này hỗ trợ giảm tải cho đường Đồng Khởi, góp phần giảm ách tắc giao thông trong các giờ trọng điểm khi công nhân tan ca.

#### Các tuyến đường dân sinh
- ẤP 1: đường Liên Ấp 1-4, đường Tổ 2 Ấp 1, đường Xóm Mương, đường Tổ 8-10 Ấp 1, đường Liên Tổ 7-11 Ấp 1, đường Tổ 9 Ấp 1.
- ẤP 2: đường Liên Ấp 2-3, đường Liên Ấp 2-5, đường Trường Tiểu học, đường Lò Thổi, đường Đình Thần Bình Thạnh, đường Liên Tổ 7-8 Ấp 2, đường Tổ 9 Ấp 2, đường Liên Tổ 10-11 Ấp 2, đường Tổ 12 Ấp 2, đường Liên Tổ 13-14 Ấp 2.
- ẤP 3: đường Liên Ấp 2-3, đường Trường Tiểu học, đường Xóm Dừa, đường Xóm Miễu.
- ẤP 4: đường Liên Ấp 1-4, đường Cây Dầu, đường Cây Quéo, đường N5.
- ẤP 5: đường Liên Ấp 2-5, đường Liên Ấp 5-7; đường Lương Thực, đường Tổ 8 Ấp 5, đường Đèn Vàng, đường Xóm Rẫy.
- ẤP 6: đường Liên Ấp 5-6, đường Liên Ấp 6-7, đường Cây Gõ.
- ẤP 7: đường Liên Ấp 6-7, đường Liên Ấp 5-7, đường Tân Huệ Ấp 7, đường Đình Tân Huệ, đường Tân Hiền, đường Bàu Tre.

#### Tương lai
1. Các điểm cắt giao thông quan trọng: ngã 3 Đèn Vàng (ấp 5), ngã 3 Tân Huệ (ấp 2), Ngã 3 Thiên Nhiên (ấp 1), ngã 3 Cống hẹp ...(ấp 4)
2. Trong tương lai xã sẽ có tuyến đường vành đai 4 đi qua tạo động lực phát triển trong vùng đô thị Thành phố Hồ Chí Minh.

### Xe buýt công
Xã có tuyến xe buýt số 7 và số 8 đi qua kết nối Biên Hòa với Vĩnh Cửu. Lộ trình của 2 tuyến xe như sau:
- Xe buýt số 7: Bến xe Biên Hòa → Đường Nguyễn Ái Quốc (QL1K) → Trường Ngô Quyền → Công viên Biên Hùng → Đường Hà Huy Giáp → Mũi Tàu → Cách Mạng Tháng Tám → Ngã 4 Cầu Mới → Bửu Long → Ngã 3 Tân Triều → Cây xăng Thạnh Phú → Công ty Changshin → Bến xe Vĩnh Cửu.
- Xe buýt số 8: Big C Đồng Nai → Quốc lộ 1 → Ngã 4 Tam Hiệp → Lotte Đồng Nai → Ngã 4 AMATA → Bệnh viện đa khoa Đồng Nai → Hải Quan Đồng Nai → Trường Lương Thế Vinh → Mầm non Hoa Sen → Ngã 4 Tân Phong → Cây xăng E26 → Thạnh Phú → Bến xe Vĩnh Cửu.

Các trạm dừng chân qua tuyến đường Tỉnh lộ 768 địa bàn xã Thạnh Phú:
- Từ hướng Biên Hòa về Vĩnh Cửu: Trạm Tổ 12, ấp 4 → Tổ 9, ấp 4 → Tổ 2, ấp 4 → Tổ 1, ấp 4 →  Tổ 1, ấp 1 → Trạm Tổ 2, ấp 1 → Tổ 7, ấp 1 → Tổ 10, ấp 1 → Tổ 12, ấp 1 → Tổ 14, ấp 1.
- Từ hướng Vĩnh Cửu đi Biên Hòa: Trạm Tổ 9, ấp 5 → Tổ 8, ấp 5 → Tổ 7, ấp 5 → Tổ 6, ấp 5 → Tổ 5, ấp 5 → Tổ 13, ấp 2 → Tổ 8, ấp 2 → Tổ 9, ấp 2 → Tổ 1, ấp 3 → Tổ 4, ấp 3 → Tổ 13, ấp 4 → Tổ 10, ấp 4.